# Munizipalität Charagauli
Die Munizipalität Charagauli (georgisch ხარაგაულის მუნიციპალიტეტი, Charagaulis munizipaliteti)  ist eine Verwaltungseinheit (etwa entsprechend einem Landkreis) im Osten der Region Imeretien im zentralen Teil Georgiens.

## Geographie
Verwaltungszentrum der Munizipalität Charagauli ist die namensgebende Minderstadt (georgisch daba, დაბა) Charagauli (ehemals Ordschonikidse). Die Fläche beträgt 914 km².
Von Westen bis Nordosten wird die Munizipalität Charagauli von den imeretischen Munizipalitäten Baghdati, Sestaponi, Tschiatura und Satschchere begrenzt, im Osten von der Munizipalität Chaschuri der Region Innerkartlien und im Süden von den Munizipalitäten Achalziche und Bordschomi der Region Samzche-Dschawachetien.
Das Territorium der Munizipalität ist gebirgig: Den südlichen Teil nimmt das östliche Ende des Meschetischen Gebirges mit dem 2642 m hohen Samezchwario im äußersten Südwesten ein, den zentralen und nördlichen Teil überwiegend bewaldetes Mittelgebirge mit dem bis zu gut 1500 m hohen Dsirula-Kamm, das im Osten bis Nordosten in das Surami- und Lichi-Gebirge übergeht. Die bedeutendsten Flüsse sind der linke Qwirila-Nebenfluss Dsirula im Nordteil sowie deren linker Zufluss Tschcherimela, der durch den zentralen Teil der Munizipalität mit dem Verwaltungszentrum fließt; in den beiden Flusstälern liegen die meisten Ortschaften.
Den südlichen Teil der Munizipalität nimmt die Nordhälfte des Nationalparks Bordschomi-Charagauli ein.

## Bevölkerung und Verwaltungsgliederung
Die Einwohnerzahl beträgt 18.600 (Stand: 2021). Bis 2014 war die Einwohnerzahl mit 19.473 gegenüber der vorangegangenen Volkszählung (27.885 Einwohner 2002) um fast ein Drittel gesunken, was den zweithöchsten Wert innerhalb der Region und das Doppelte des Landesdurchschnitts darstellt. Zuvor war die Einwohnerzahl bereits seit mindestens den 1930er-Jahren (41.363 Einwohner 1939) langsamer, aber kontinuierlich zurückgegangen.
Bevölkerungsentwicklung
Anmerkung: Volkszählungsdaten

Die Bevölkerung ist fast monoethnisch georgisch (etwa 99,7 %); daneben gibt es eine kleine Zahl von Russen und Osseten.
Die größten Ortschaften neben dem Hauptort Charagauli (1965 Einwohner) sind mit jeweils über 500 Einwohnern die Dörfer Boriti, Chidari, Ghorescha, Kizchi, Leghwani und Wardsia (2014).
Die Munizipalität gliedert sich in die eigenständige Minderstadt Charagauli sowie 19 Gemeinden (georgisch temi, თემი beziehungsweise bei nur einer Ortschaft einfach „Dorf“, georgisch sopeli, სოფელი) mit insgesamt 77 Ortschaften (davon zwei ohne ständige Einwohner):
| Gemeinde    | Anzahl Ortschaften | Einwohner (2014) |
| ----------- | ------------------ | ---------------- |
| Basaleti    | 4                  | 496              |
| Boriti      | 8                  | 1934             |
| Chewi       | 4                  | 1076             |
| Chidari     | 1                  | 598              |
| Chunewi     | 5                  | 1488             |
| Ghorescha   | 1                  | 767              |
| Kizchi      | 5                  | 1641             |
| Lasche      | 5                  | 719              |
| Leghwani    | 4                  | 1231             |
| Moliti      | 7                  | 1054             |
| Nadaburi    | 3 1                | 397              |
| Parzchnali  | 4                  | 586              |
| Saghandsile | 6                  | 1296             |
| Sargweschi  | 4 1                | 445              |
| Sware       | 3                  | 678              |
| Wachani     | 3                  | 700              |
| Wardsia     | 1                  | 959              |
| Zipa        | 4                  | 547              |
| Zqalaporeti | 5                  | 896              |

## Geschichte
Das Gebiet gehörte seit dem Zerfall des Königreiches Georgien im 15. Jahrhundert bis in das 19. Jahrhundert faktisch durchgehend zum Königreich Imeretien. Während der Zugehörigkeit Georgiens zum Russischen Reich und bis in die Anfangsjahre der Sowjetunion war es Teil des Ujesds Schorapani des Gouvernements Kutais. 1930 wurde der eigenständige Rajon Charagauli ausgegliedert und 1932 nach dem Revolutionär und sowjetischen Politiker Grigori (Sergo) Ordschonikidse (1886–1937) in Ordschonikidse-Rajon (georgisch ორჯონიკიძის რაიონი, Ordschoninidsis raioni; russisch Орджоникидзевский район, Ordschonikidsewski rajon) unbenanannt. Ab 1949 trug auch das Verwaltungszentrum, das seit 1944 den Status einer Siedlung städtischen Typs besaß, den Namen Ordschonikidse. 1989 erfolgte die Rückbenennung von Rajon und Ort. Nach der Unabhängigkeit Georgiens wurde der Rajon 1995 der neu gebildeten Region Imeretien zugeordnet und 2006 in eine Munizipalität umgebildet.

## Verkehr
Durch die Munizipalität verlaufen die wichtigsten Verkehrsachsen Georgiens: durch das Dsirula-Tal im Norden die internationale Fernstraße S1 (ს1) von Tiflis zur russischen beziehungsweise abchasischen Grenze (auf diesem Abschnitt zugleich Europastraße 60), und durch das Tschcherimela-Tal die Bahnstrecke Poti – Tiflis (– Baku).
Die Bahnstrecke kreuzt die Grenze zur Region Innerkartlien im Osten, die auf der Hauptwasserscheide zwischen Schwarzem und Kaspischem Meer verläuft, durch den vier Kilometer langen Suramitunnel. Die Fernstraße S1, deren Ausbau zur Autobahn geplant ist, durchquert einige Kilometer weiter nördlich den Rikotitunnel; über den namensgebenden 996 m hohen Rikotipass verläuft als Alternativroute die Nationalstraße Sch56 (შ56).
Der Bahnstrecke folgt durch das Tschcherimela-Tal mit dem Verwaltungssitz Charagauli die erheblich schlechter ausgebaute Nationalstraße Sch55 (შ55), die im Osten den 949 m hohen Suramipass überquert, den auch die Bahnstrecke von ihrer Inbetriebnahme 1872 bis zur Eröffnung des Tunnels 1890 überwand. Von Charagauli durch den Westteil der Munizipalität und weiter in Richtung Sestaponi führt die Nationalstraße Sch101 (შ101).